# Fotodiodo
Fotodiodo (português brasileiro) ou fotodíodo (português europeu) é um dispositivo semicondutor que converte luz em corrente elétrica. A corrente é gerada quando fótons são absorvidos no fotodiodo; uma pequena corrente é também produzida quando nenhuma luz está presente. O tempo de resposta de um fotodiodo tende a diminuir quando sua superfície aumenta. Células solares convencionais, usadas para converter energia solar em energia elétrica, são fotodiodos com grande superfícies.
Fotodíodo é um componente eletrónico e um tipo de fotodetector. É uma junção pn designada para responder a uma entrada óptica. Fotodiodos possuem uma "janela" ou uma conexão de fibra ótica, responsável por deixar a luz passar e incidir na parte sensível do dispositivo. Também pode ser usado sem a "janela" para detectar raios ultravioleta ou raios X.
1. Princípio de Operação

Fotodiodos são feitos normalmente de uma junção p-n, podendo também serem feitos de junções p-i-n. Quando um Fóton de energia específica incide sobre o dispositivo, ele gera um par elétron-lacuna. Se este fenômeno ocorrer nas vizinhanças da região de depleção, as partículas do par serão aceleradas em direções opostas pelo campo elétrico ali presente, em um movimento conhecido como drift. O elétrons migrarão para o cátodo (lado n) e os buracos para o ânodo (lado p). Este movimento dá origem a uma corrente elétrica reversa no fotodiodo. Mesmo na ausência de luz, haverá sempre uma corrente reversa fluindo no fotodiodo, decorrente de pares elétron-buraco formados espontaneamente na junção que tenham energia suficiente para atingir os terminais.

## Modo Fotovoltaico
Se não for aplicado nenhuma diferença de potencial aos terminais do fotodiodo, diz-se que ele opera no modo fotovoltaico. O fluxo de corrente elétrica para fora do dispositivo gerará uma diferença de potencial entre os seus terminais. Esta configuração é a utilizada em Paineis Solares Fotovoltaicos.

## Modo de Polarização Reversa ou Fotocondutor
Neste modo de operação, uma diferença de potencial reversa àquela do diodo tradicional é aplicada aos terminais do fotodiodo. É aplicada tensão positiva ao cátodo e negativa ao ânodo. A polarização aplicada tem a mesma direção que a do campo elétrico da região de depleção. Isso aumentará a força aplicada aos portadores de carga gerados pelos fótons incidentes, o que gerará uma tensão elétrica mais forte. O potencial positivo aplicado ao cátodo atrairá buracos para a região n da junção, bem como o potencial negativo no ânodo atrairá elétrons para o lado p. Isso faz com que a zona de depleção cresça, portanto a área sensível à luz incidente torna-se maior, o que facilita a coleta de luz.
O potencial reverso aumenta a corrente de escuro, uma vez que se torna mais provável que pares elétron/buraco gerados espontaneamente adquiram energia suficiente para que seus constituintes atinjam os terminais do dispositivo. Além disso, o aumento na largura da zona de depleção diminui a capacitância de junção, o que diminui o tempo de resposta e torna o fotodiodo mais rápido.

## O Fotodiodo PIN
Fotodiodos PIN, são fotodiodos que no lugar da junção p-n tem uma junção p-i-n. Está junção é formada introduzindo-se uma camada de material semicondutor intrínseco ou levemente dopado entre as regiões p e n da junção, conhecida como camada i. Neste caso, a zona de depleção vai se estender por todo o comprimento da camada i. O aumento na largura da zona de depleção aumenta a área de captação de luz e diminui a capacitância de junção, o que torna o dispositivo mais rápido.

## O Fototransistor
Um fototransistor é, essencialmente, um transistor bipolar que está encapado em uma capa transparente para que a luz possa atingir a base coletora da junção. O fototransistor funciona como um fotodiodo, mas com uma sensitividade muito maior à luz, pois os elétrons que são gerados pelos fótons na junção da base-coletora são aplicados dentro da base, a sua corrente é então amplificada pela operação do transistor. Entretanto, o fotodiodo tem tempo de resposta menor do que o fototransistor.

## Resposta espectral do fotodíodo de silício
São descritos fotodetectores de silício com uma resposta espectral definida pelo desenho. Para este fim, são utilizadas as tecnologias modernas de micromaquinação em geral, bem como duas propriedades do fotodetector de silício integrado em particular. Em primeiro lugar, explora-se a dependência do coeficiente de absorção do comprimento de onda. Segundo, é explorada a verdade de que o filtro de interferência multicamadas na pn-junção é desenvolvido através do processamento de uma pastilha de silício. O índice de refracção do complexo de silício, n * = n - jk, é dependente do comprimento de onda na parte visível do espectro devido a um intervalo de banda indirecta a 1,12 eV e à possibilidade de uma transição directa a 3,4 eV, que faz com que o material absorva altamente a radiação UV e também actue praticamente como um material transparente para comprimentos de onda superiores a 800 nm. Este mecanismo permite a concepção de sensores de cor e também fotodíodos com resposta criteriosa na matriz IR ou UV. A transmissão de luz de eventos com uma pilha de superfície de filmes finos para silício volumétrico depende do comprimento de onda. A compatibilidade necessária com processos microelectrónicos convencionais em silício limita a gama de materiais ideais a materiais compatíveis com silício tradicionalmente utilizados para a fabricação de circuitos integrados. Dados precisos sobre: Si cristalino, SiO2 termicamente cultivado, polissilício LPCVD, nitreto de silício (baixa perda e estequiometria) e também óxidos (LTO, PSG, BSG, BPSG), oxinitretos PECVD, bem como filmes metálicos finos são fornecidos para aumentar a qualidade preditiva da simulação. Para um micro espectrómetro completo, as acções de micromaquinagem são tipicamente utilizadas para fabricar a componente de difusão. São apresentados dispositivos que operam na matriz espectral visível ou infravermelha baseada numa grelha Fabry-Perot ou etalon.